# Teucholabis (Teucholabis) portoricana
Teucholabis (Teucholabis) portoricana is een tweevleugelige uit de familie steltmuggen (Limoniidae). De soort komt voor in het Neotropisch gebied.